# Mud Lake (Idaho)
Pour les articles homonymes, voir Mud Lake.
Mud Lake est une ville américaine située dans le comté de Jefferson en Idaho.
Selon le recensement de 2010, Mud Lake compte 358 habitants. La municipalité s'étend alors sur 0,16 mille carré (0,41 km2).